# Manuel Escrivá de Romaní
Manuel Escrivá de Romaní y de la Quintana (Madrid, 16 de noviembre de 1871-Madrid, 3 de septiembre de 1954) fue un académico y político español. Ostentó los títulos nobiliarios de i marqués de Alginet y x conde de Casal.

## Biografía
Nacido el 16 de noviembre de 1871 en Madrid, se licenció en Derecho en la Universidad Central.
Senador por la provincia de Toledo entre 1914 y 1915 y entre 1918 y 1923, se convirtió en académico de la Real Academia de Bellas Artes de San Fernando en 1923. Durante la dictadura de Primo de Rivera sería designado miembro de la Asamblea Nacional Consultiva, permaneciendo en el cargo desde su alta el 10 de octubre de 1927 hasta el 15 de febrero de 1930.
Fue concejal y primer teniente de Alcalde del Ayuntamiento de Madrid durante el franquismo entre 1946 y 1949.
Entre sus publicaciones se encontraron títulos que trataron el tema de la cerámica, como Historia de la cerámica de Alcora (1919) o La cerámica de la ciudad de Toledo (1935).
Falleció en su ciudad natal el 3 de septiembre de 1954. Desde ese año la plaza del Conde de Casal lleva dicho nombre en homenaje.